# Dukupuntang (plaats)
Dukupuntang is een bestuurslaag in het regentschap Cirebon van de provincie West-Java, Indonesië. Dukupuntang telt 4331 inwoners (volkstelling 2010).